# Боевая экипировка

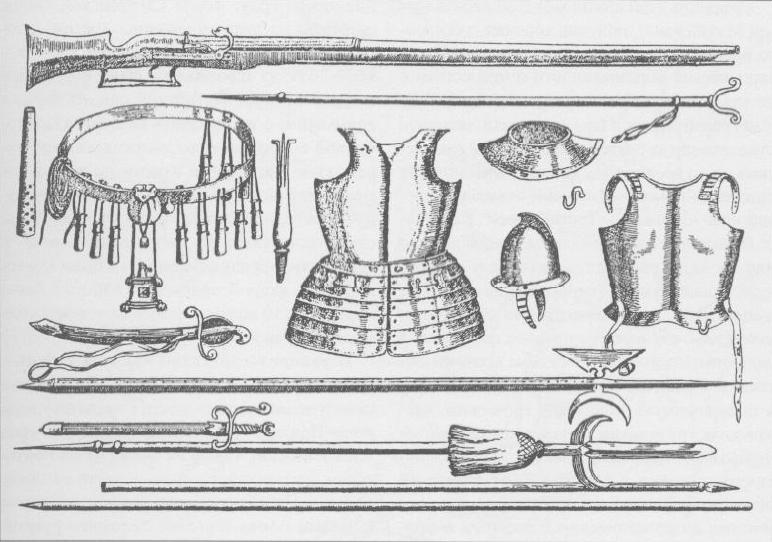
Оружие, средства индивидуальной защиты и снаряжение рядовых, урядников и начальных людей полков солдатского строя, Источник: воинский устав «Учение и хитрость ратного строения пехотных людей», 1647 год

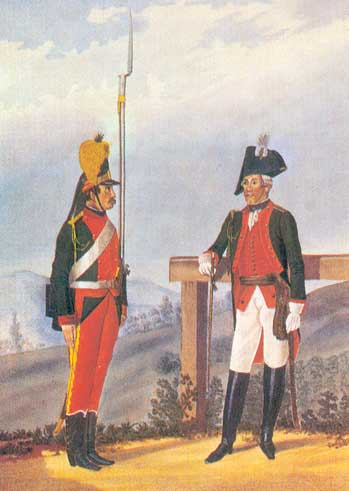
Русская пехота конца XVIII века.

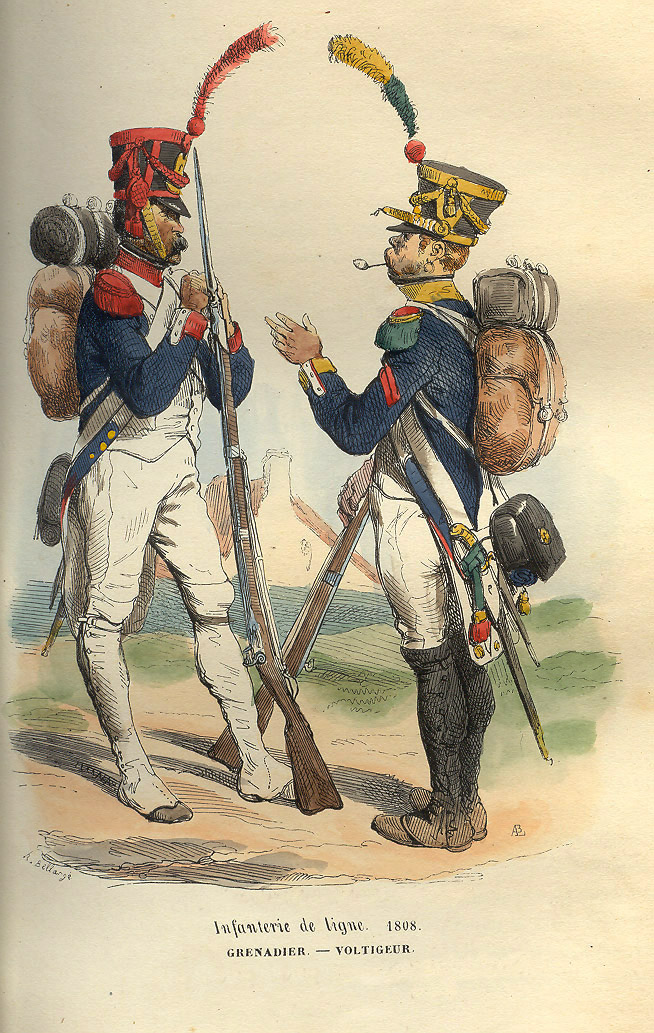
Снаряжение французской пехоты (гренадер и вольтижёр), 1808 год.

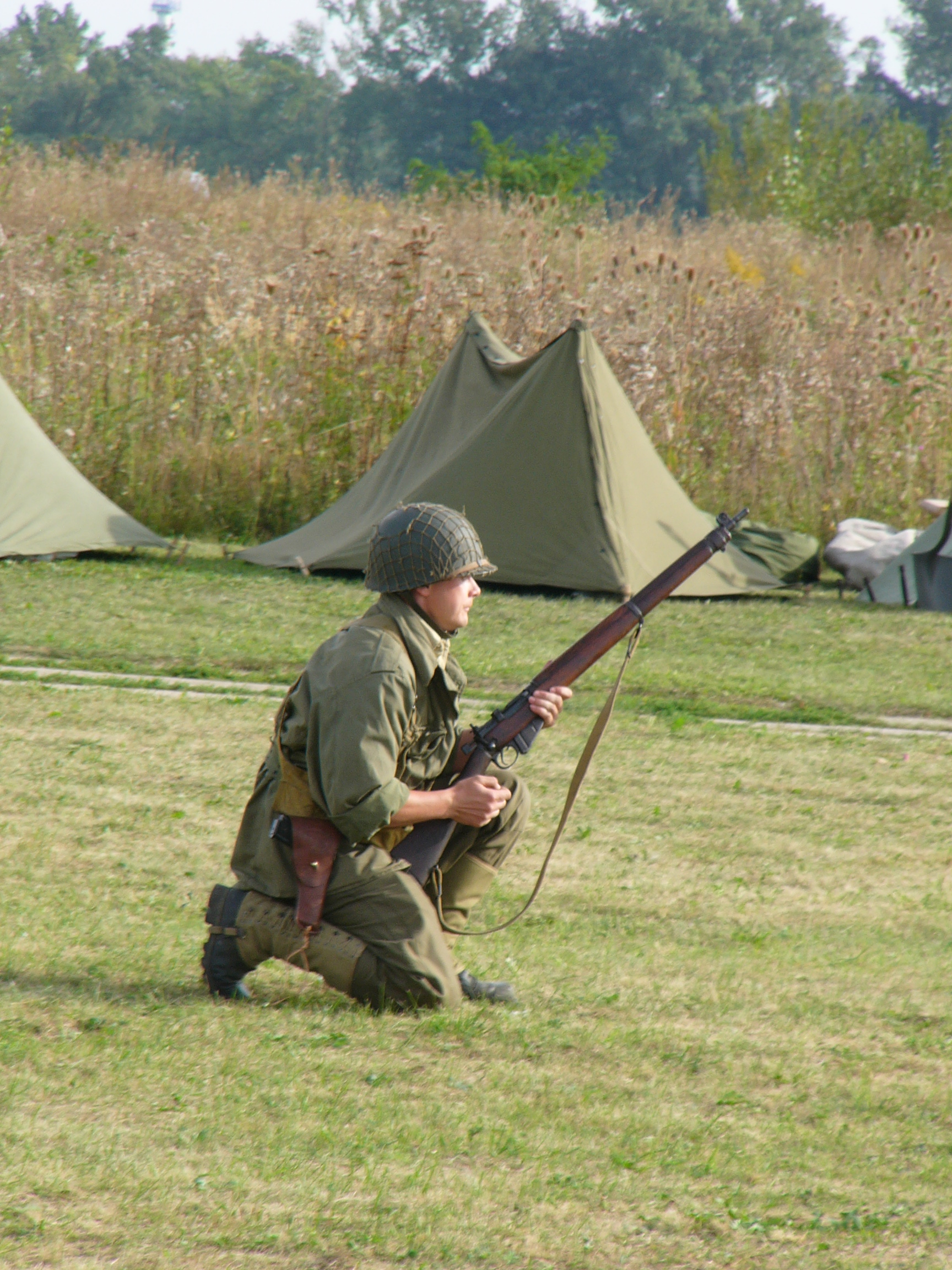
Боевая экипировка солдата союзников (Вторая мировая война)

Боева́я экипиро́вка, снаряжение бойца — совокупность предметов, используемых военнослужащими как в ходе боевых действий в военное время, так и в целях боевой подготовки в повседневной обстановке мирного времени. Содержать снаряжение в наличии и исправности — одна из первостепенных обязанностей военнослужащего. Порядок пригонки и сборки снаряжения на военнослужащем регулируется уставами Вооружённых сил. Наибольшей эффективности боевой экипировки можно достичь при оптимальном сочетании тактико-технических характеристик всех составляющих.

## Развитие боевой экипировки
В армии Российской империи сторонником ношения «всего на себе» был великий русский полководец Александр Васильевич Суворов. Личный состав суворовских полков за долгие годы был приучен к ношению многопудовых заплечных ранцев, которые в ту пору именовались «ветры» (за лёгкость, с которой суворовские солдаты их несли). Ввиду того, что сам А. В. Суворов никогда не заставлял своих подчинённых нести больше чем мог унести сам, он весьма грамотно подбирал допустимую полезную нагрузку для своих бойцов, что делало данный опыт в своём роде уникальным для того времени.
Тем не менее, до англо-бурских войн конца XIX столетия, большая часть экипировки военнослужащих перевозилась в обозе, и в полном своём объёме была практически невозможна для постоянного ношения. С развитием военной науки, в современных вооружённых силах (в особенности — в войсках постоянной боевой готовности и частях, находящихся на боевом дежурстве), всё больше предметов экипировки постоянно находятся на военнослужащем, компактны и сравнительно легки для постоянного ношения.
Значение, количество и стоимость экипировки растёт достаточно быстро. По словам бригадного генерала Марка Брауна (отвечающий в за разработку снаряжения для армии США) в 1940-е годы американцы отправлялись на войну в форме, с винтовкой, каской, скаткой и фляжкой. Их снаряжение весило около 16 кг и стоило — с учётом инфляции — 170 дол. Во Вьетнаме экипировка солдата уже обходилась в 1,1 тыс. дол: добавился, в частности, бронежилет, обновилось оружие. Сейчас воюющие в Ираке и Афганистане американцы обязательно снабжаются бронежилетами и касками из композиционных материалов, защитными очками, огнеупорной формой, включая перчатки и ботинки, приборами ночного видения, лазерными целеуказателями. В их снаряжение входит свыше 80 предметов общей массой около 34 кг. Боевая экипировка современного солдата обходится Пентагону примерно в 17,5 тыс. дол — в 100 раз дороже, чем во время Второй мировой войны. Согласно оценкам генерала, в середине следующего десятилетия экипировка пехотинца будет уже стоить от 28 до 60 тыс.дол. В частности, солдаты получат стрелковое оружие, позволяющее вести прицельный огонь по противнику из-за угла, не высовываясь при этом, и компьютеры с экранами, чтобы каждый мог видеть картину боя.

## Состав
Зачастую трудно чётко отнести снаряжение к конкретному классу, так как оно интегрируется одно в другое или обладает несколькими функциями. Но функционально они делятся на несколько направлений и включает в себя: Средства индивидуальной защиты (как противорадиационной и противохимической, так и бронезащиты), средства связи и обнаружения, оптические приборы и средства ночного видения, лопаты и другие инструменты, осветительные и сигнальные боеприпасы и другую пиротехнику, карты, компасы и топографические приборы, фляги и котелки, предметы первой необходимости и другие вещи — в зависимости от воинской специальности и фактически выполняемых функций — носимые военнослужащим в ранце, рюкзаке или вещмешке, а также в разгрузках и на поясном ремне.
Не следует путать снаряжение (экипировку) с вооружением. К последнему относятся все предметы и устройства, предназаченные для уничтожения противника. Ввиду того, что некоторыми предметами экипировки также можно уничтожить человека (например, сапёрной лопатой), следует обращать внимание на основное функциональное предназначение предмета.

### Одежда и средства огневой защиты

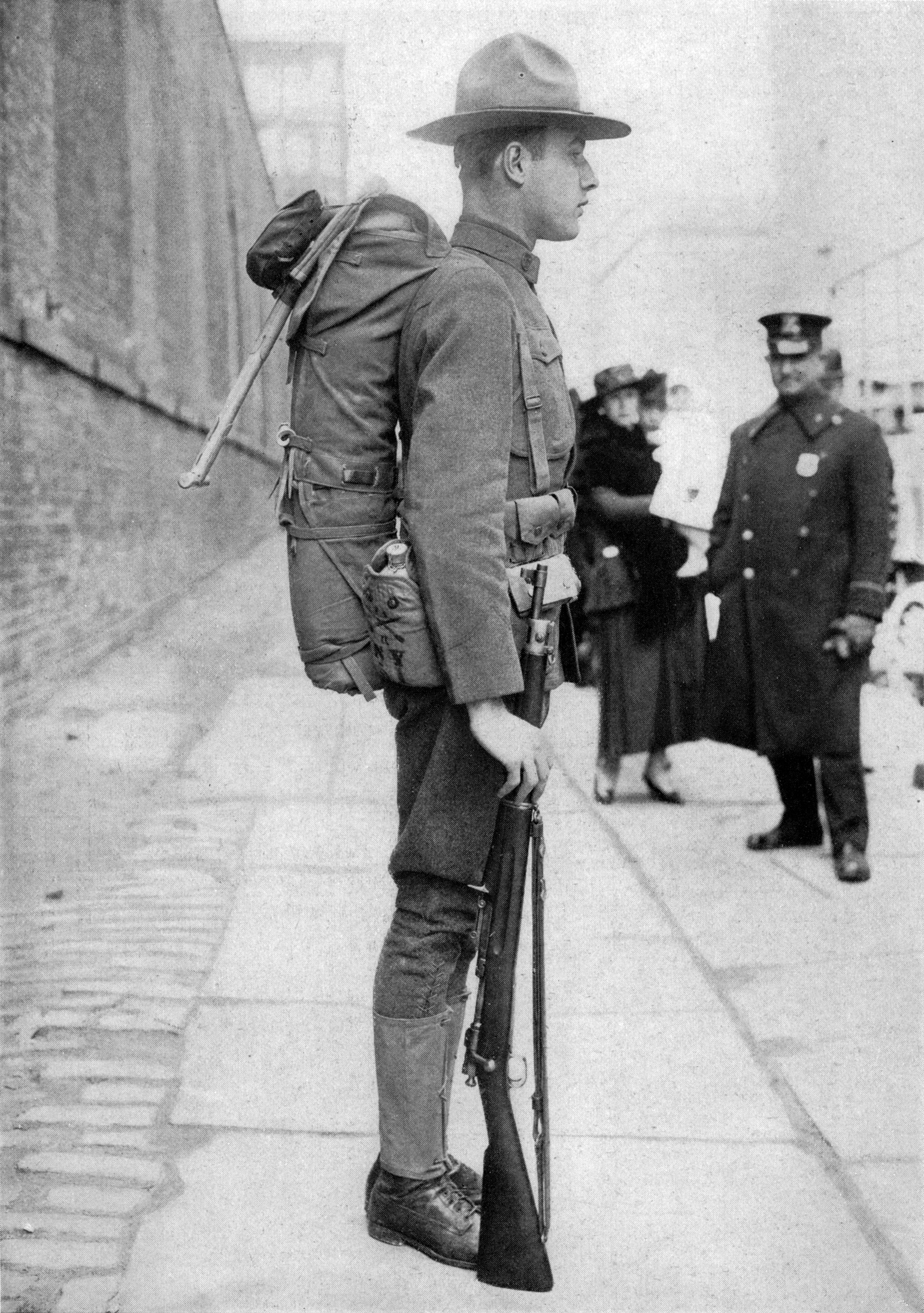
Гвардеец национальной гвардии США, 1917

Выполняют задачи комфортного нахождения военнослужащего в соответствующих условиях природных зон (от пустыни до океана) и его защиты от огня противника. Также может включать в себя элементы радиационной, биологической и химической защиты, системы микроклимата и охлаждения, оказания первой помощи.
Одежда которой снаряжают военных довольно многообразна: сапоги и ботинки, наколенники и налокотники лёгкая нижняя рубашка и шорты, средняя рубаха и брюки; куртка для холодной погоды из овечьей шерсти; куртка против ветра; мягкая куртка и брюки; комплект защиты от дождя; куртка и брюки на меху. 3-е поколение одежды для холодных климатов было разработано для использования в районах крайнего севера. Она состоит из многослойной изоляции, в результате одежда позволяет солдату приспособиться холодному климату.
Одежда может содержать элементы или отдельную систему микроклимата, охлаждения — носимую под защитной формой, аквасистему для питья.
Одежда может быть выполнена из негорючих материалов, быть непромокаемой и иметь камуфлированную окраску. Разрабатываются даже системы с активным (изменяющимся в зависимости от окружающих условий) камуфляжем. Включать в себя солнцезащитные, ветрозащитные и пылезащитные очки.
Средства огневой защиты обычно включают в себя каску (также шлем) и бронежилет иногда очки. Есть в арсенале некоторых подразделений переносные средства защиты по принципу щита. Средства огневой защиты постоянно совершенствуются параллельно с усилением оружия и иногда способны защитить от очень серьёзного механического и огневого воздействия.
Последние разработки боевой экипировки включают элементы экзоскелета. Экзоскелетная конструкция представляет собой внешний каркас, который позволяет снять лишнюю нагрузку с мышц человека и увеличить его мускульную силу. В перспективе интеграция экзоскелета в экипировку будет сопровождаться трансформацией его в многофункциональную систему, которая помимо основного предназначения может использоваться в качестве электрогенератора, хранилища аккумуляторных батарей, несущей конструкции для крепления модулей бронезащиты, средств телекоммуникаций, различного рода сенсоров и датчиков, прокладки линий электропитания и передачи данных. Элементы конструкции экзоскелета могут выполнять функции антенной системы для передачи и приёма радиосигналов.

### Средства связи
Из простой рации средства связи превратились в многоступенчатые системы связи между разного уровня командным составом и командирами и солдатами во время боя (например «командир роты — командир взвода — командир отделения — солдат»). Используется современный компьютер, коммуникации и технологии Глобального позиционирования, чтобы объединить разрозненных солдат в едином цифровое поле боя. Компоненты системы включают компьютерный визир, установленный на шлеме, навигационный модуль, систему радиосвязи, персональный хаб  и многофункциональный лазер, которые объединены в единую систему управления боем. Солдат имеет связь с другими солдатами, командными пунктами, транспортными средствами поддержки и авиацией.

### Средства разведки и навигации
Начиная с простого бинокля, средства разведки безостановочно совершенствовались.
Приборы ночного и инфракрасного видения, оптические и акустические жучки средства подключения к электронным коммуникациям это далеко не полный перечень таких средств.
Очки или приборы ночного видения применяются автономно или крепятся на каске. С их помощью можно обнаружить человека при свете звёзд на расстоянии до 150 и при лунном освещении до 350 м.
Устройства ориентирования, идентификации целей, обнаружения мин, различные датчики и сигнальные средства.
Оснащение воина встроенным в костюм, персональным компьютером значительно улучшает его возможности в разведке. Используя интеллектуальную систему солдат может видеть своё местоположение, местоположения других солдат, известных вражеских позиций на крупномасштабном показе карты. Кроме этого он может увидеть положение врага, всего лишь по его руке, определяет вид оружия по его виду или тепловому образу.
С многофункциональным лазером, солдат может определять вражескую позицию, для обозначения на общей карте. Может передать координаты врага для вызова огня. Разработаны системы мини и микролетательных аппаратов с размахом крыльев от 20 см до 8 мм. Способных не только незаметно собирать разведданные, но и содержать «на борту» приличное количество взрывчатых веществ. В проекте уже «нанороботы» имеющие почти ненаблюдаемые размеры.

### Средства жизнеобеспечения

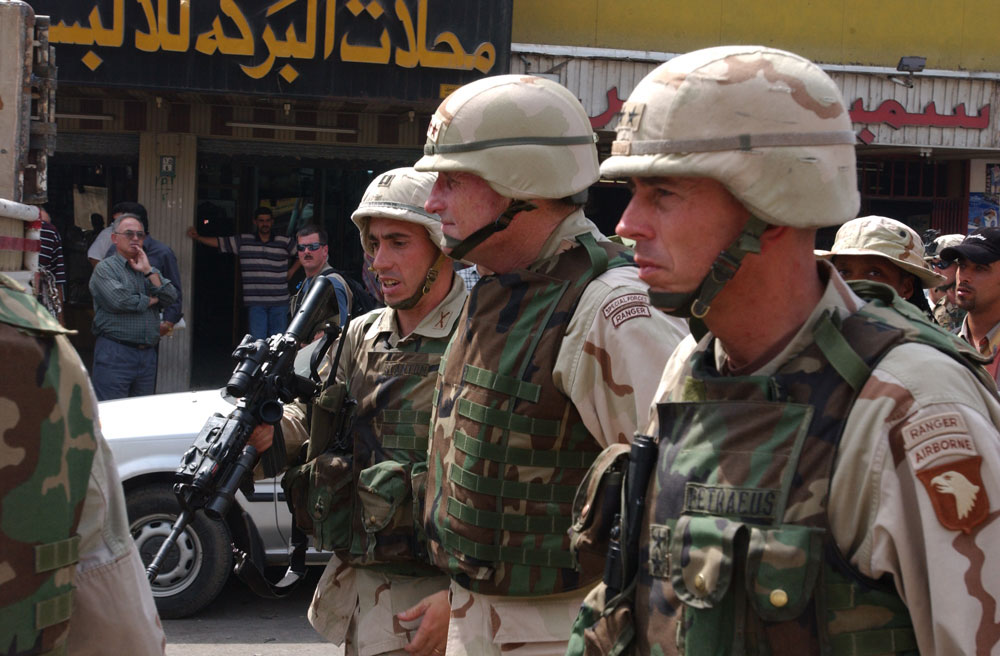
Военнослужащие США в Ираке (2003)

Разные многофункциональные предметы и устройства служащие для обеспечения действий сопутствующих боевым.
Плащ-палатка (некоторые могут выполнять роль носилок или соединённые между собой несколько палаток позволяют собрать палатку большого объёма), рейдовый рюкзак, теплоизоляционный коврик, боевые разгрузочные жилеты (надеваемые поверх амуниции и бронежилета с подсумками и карманами для переносимого вооружения и боеприпасов), спальный мешок, накомарник, надувная подушка и т. д.
Средства обеспечения живучести делают военнослужащего устойчивым к воздействию средств поражения противника, болезней и неблагоприятной окружающей среды. Они включают средства радиационной, химической и биологической разведки, защиты, обеззараживания, а также системы кондиционирования (обогрева), шумозащиты, снижения оптической, тепловой и радиолокационной заметности. Например кусок маскировочной сети (2х2 м), для маскировки солдата и имущества при остановках. Цвет сети определяется типом местности, растительностью и временем года.
Для всех средств выполняются жёсткие условия по функциональности, надёжности, износостойкости.

### Медицинское обеспе́чение
Базовая персональная аптечка включает:
1. Обезболивающее средство.
2. Антибиотики.
3. Таблетки для обеззараживания воды.
4. Крем для губ.
5. Антиаллергическое средство.
6. Таблетки от расстройства желудка.

Специально оборудованный костюм способен вести полный медицинский контроль физиологического состояния и передавать данные в центр командования. И даже в случае ранения сразу обрабатывать рану медикаментами.

### Средства индивидуальной защиты
На случай применения оружия массового поражения — средства индивидуальной защиты органов дыхания и глаз, а также кожи, защитные перчатки и чулки.

### Модульное снаряжение
Модульное боевое тактическое и грузовое снаряжение состоит из разного типа рюкзаков, а также боевого тактического жилета с взаимозаменяемыми быстросъёмными подсумками (для магазинов индивидуального стрелкового оружия, ручных гранат и других элементов экипировки), поясного ремня. При необходимости от рюкзака можно быстро освободиться. Также для десантирования парашютным способом боец комплектуется Парашютной системой.

### Специальные элементы
Обычно находятся в разгрузочном жилете. Примерное минимальное содержимое жилета:
- Компас.
- Зеркало для подачи сигналов.
- Перочинный нож.
- Охотничий нож.
- Пистолет с двумя магазинами.
- Стреляющее приспособление для отстрела сигнальных ракет.
- Стробоскопический фонарь с инфракрасным фильтром.
- Свисток.
- Зажигалка.
- Небольшой фонарик.
- Аварийный рацион питания.
- Комплект выживания, включающий:

1. Запасной компас.
2. Ветрозащитные спички или зажигалка.
3. Презерватив или 5-литровый пакет для воды.
4. Карманный нож или нож для свежевания.
5. Набор для шитья.
6. Рыболовная леска и набор крючков.
7. Несессер.

- Фляга с водой (2 литра).
- Аптечка
- Репеллент от насекомых.
- Боеприпасы, используемые в первую очередь (магазины, ленты, гранаты и т. д.).
- Протирка, ёршик и смазка.

### Дополнительно
Также возможны:
- Средства выживания
- Фильтр для очистки воды
- Комплект для работы в ночных условиях
- Индивидуальный источник тепла
- Маскировочный макияж.

Не относятся к боевой экипировке, но также постоянно находятся при военнослужащем:
- Вооружение: Стандартный комплект военнослужащего включает в себя индивидуальное (и групповое) стрелковое и холодное оружие (и принадлежности), но в зависимости от специализации военнослужащего и тактических задач может включать в себя широкий спектр вооружения вплоть до огнемётов, миномётов, гранатомётов, средств ПВО, переносных ракетных установок (ПТУР, ПЗРК) и т. д.

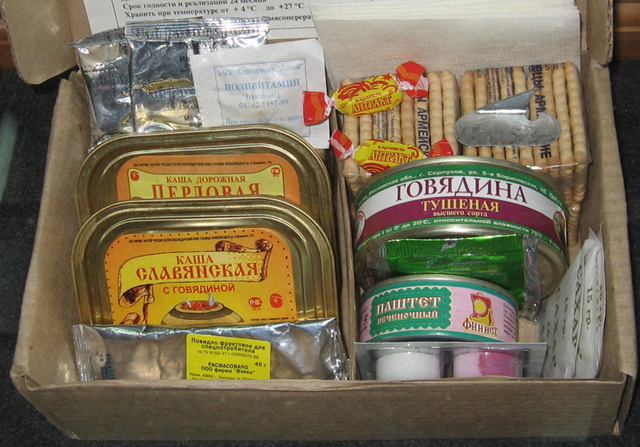
Паёк морского офицера (СССР)

- Продовольственное обеспечение: Количество продуктов питания зависит от продолжительности действий и индивидуальных особенностей солдата. Количество продуктов на один день примерно составляет 1 банку консервированного мяса, 200 граммов риса и 2 плитки шоколада.
- Вода: Количество воды зависит от обстановки, местности, метеоусловий и наличия естественных источников воды. В среднем, по 2 литра воды на день при среднем темпе марша. Фляги имеют чехлы из тёмной или камуфлированной ткани, которые играют роль теплоизолятора и снижают шум. Крышки фляг имеют резиновые уплотнители для плотного закрывания, привязаны к флягам для предотвращения их утери в случае опасности. Пустые полиэтиленовые мешки наполняются водой и использовать для её хранения при забазировании или длительном нахождении на наблюдательном пункте.

## Галерея

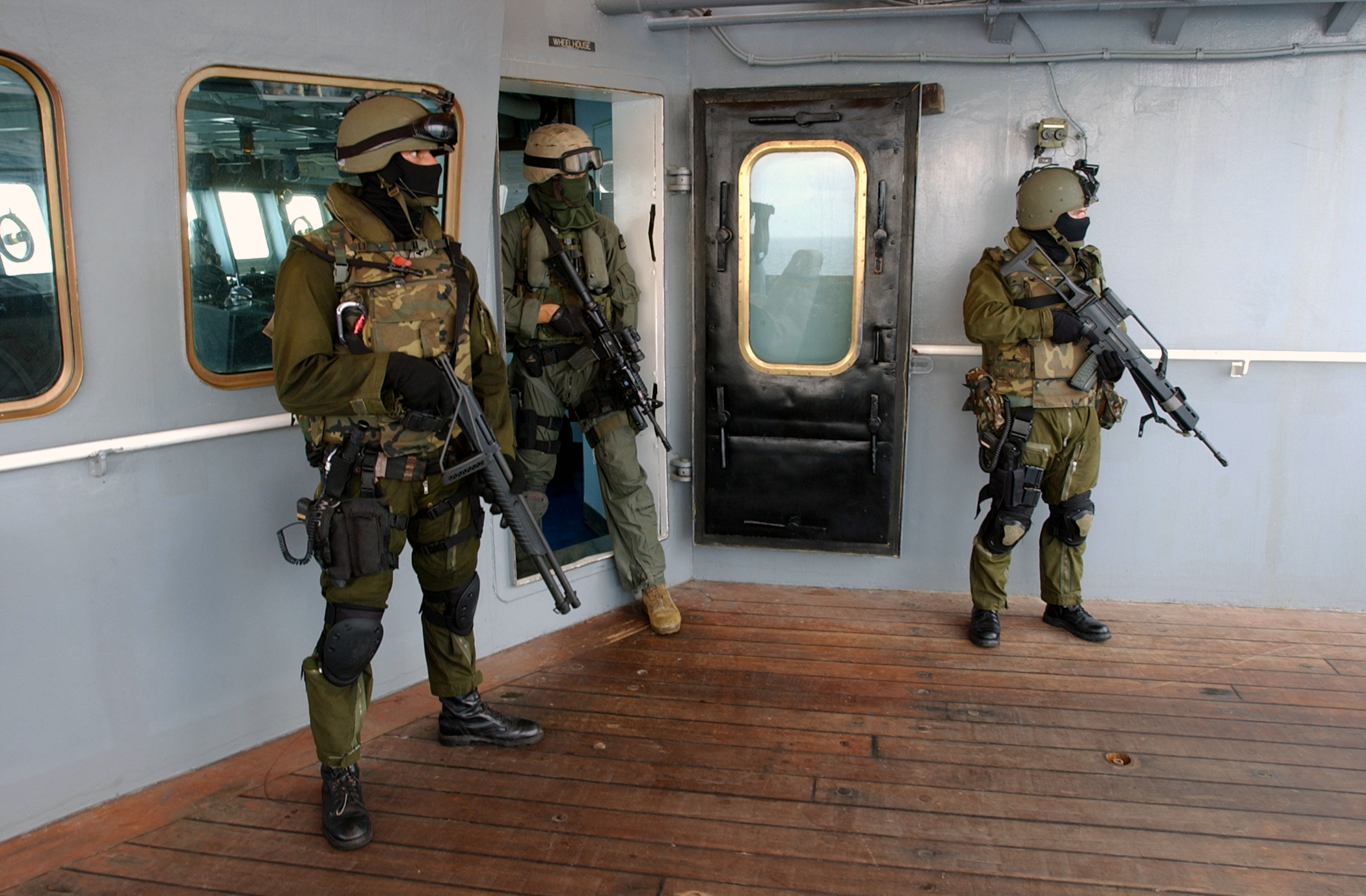
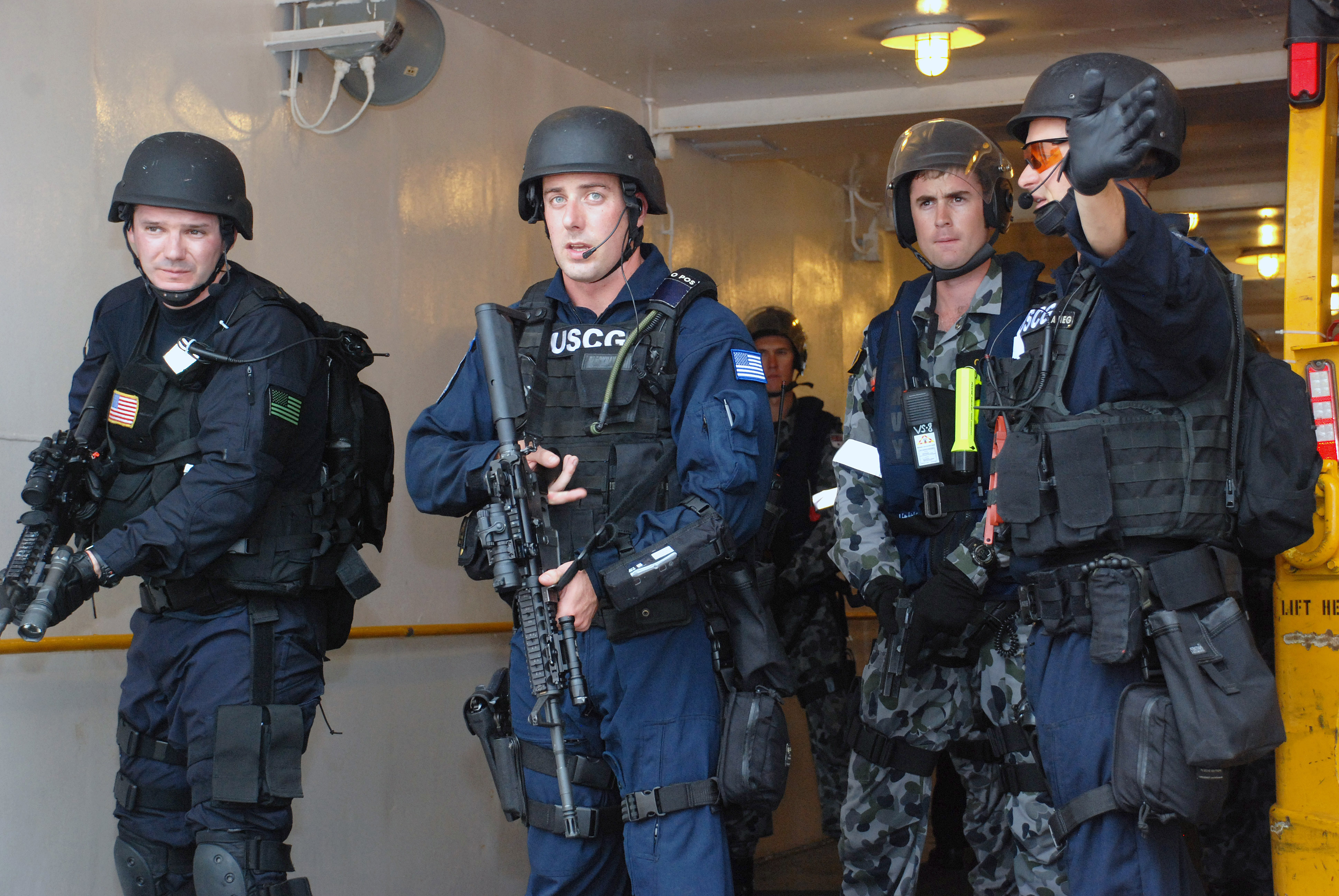
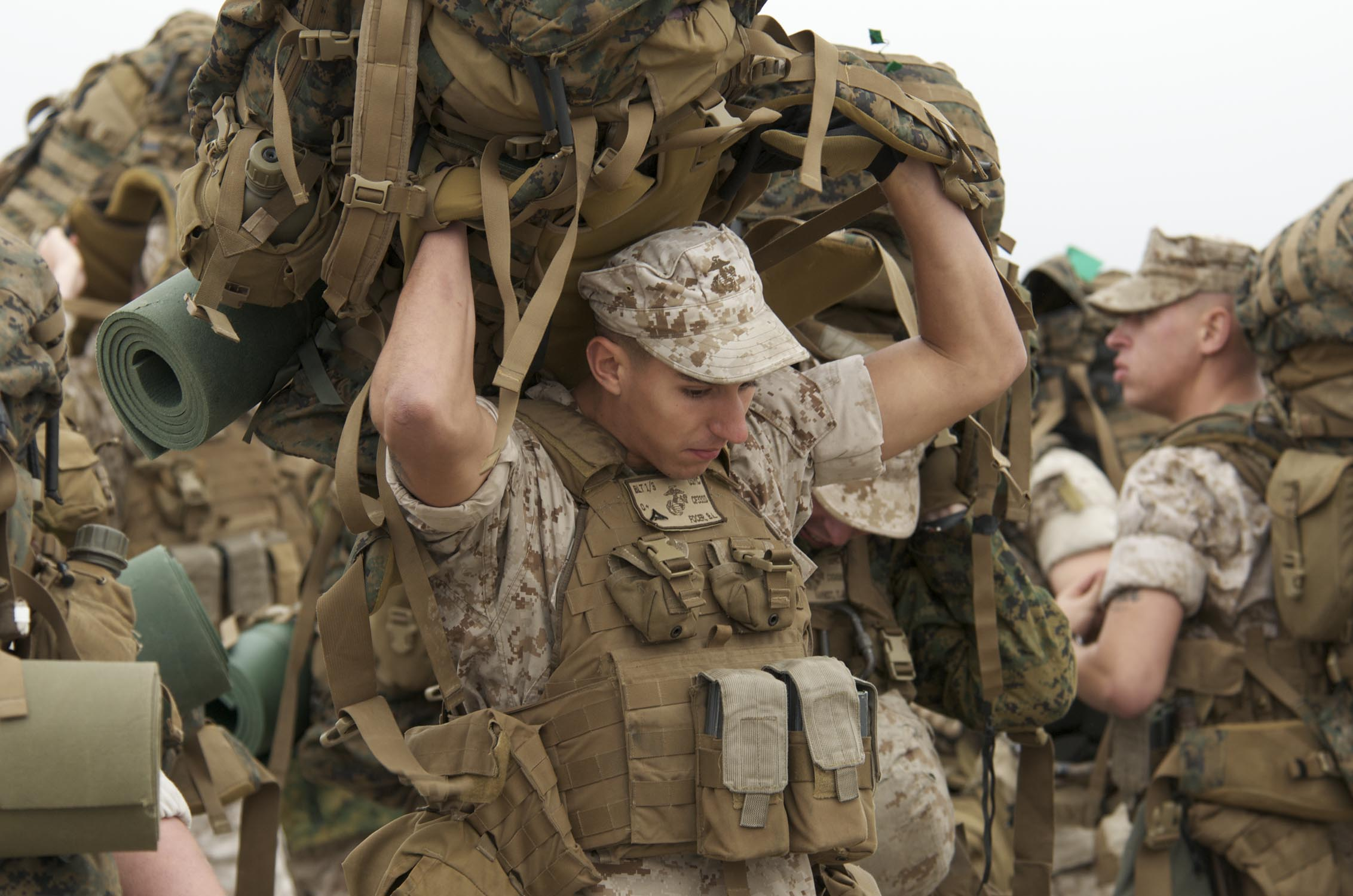
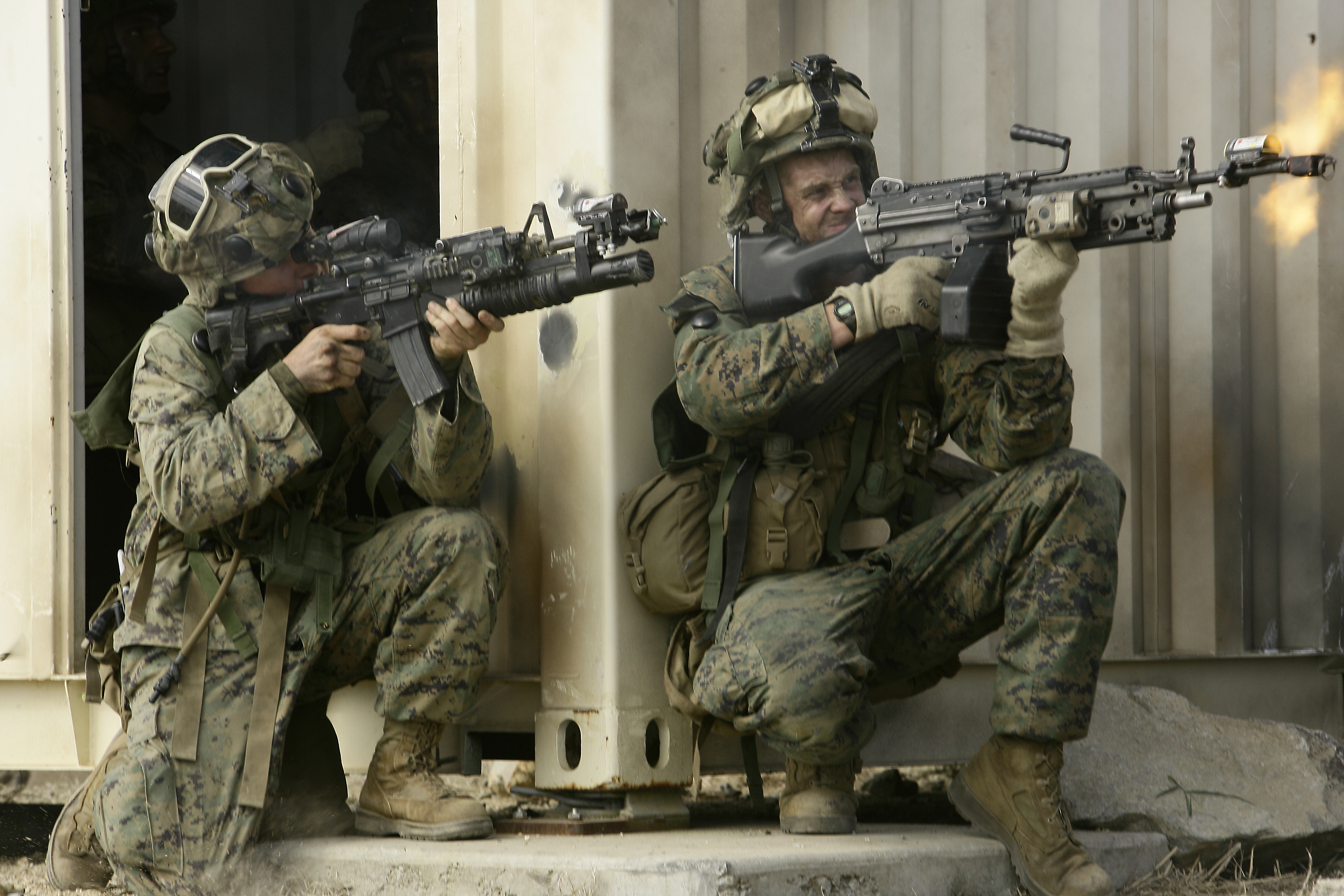